# Вахтан (приток Большой Какши)
Вахтан (Большая Вахтана, Большая Вахтомка) — река в России, протекает по Нижегородской и Кировской областях, в нижнем течении — вдоль их границы. Устье находится в 66 км по левому берегу реки Большой Какши. Длина составляет 58 км, площадь водосборного бассейна — 408 км². На реке — одноимённый посёлок городского типа.
Исток реки находится в лесах в 14 км от посёлка Вахтан. До впадения Кугунера в черте этого посёлка река называется Большая Вахтана. В черте посёлка на реке запруда.

## Притоки (км от устья)
- река Шиминер (пр)
- 27 км: река Кугунер (пр)

## Данные водного реестра
По данным государственного водного реестра России, относится к Верхневолжскому бассейновому округу, водохозяйственный участок реки — Ветлуга от истока до города Ветлуга, речной подбассейн реки — Волга от впадения Оки до Куйбышевского водохранилища (без бассейна Суры). Речной бассейн реки — (Верхняя) Волга до Куйбышевского водохранилища (без бассейна Оки).
Код объекта в государственном водном реестре — 08010400112110000042261.